# Lietuvos nacionalinis radijas ir televizija
Lietuvos nacionalinis radijas ir televizija (anhörenⓘ) (LRT) ist ein öffentlich-rechtliche Rundfunkveranstalter aus Litauen mit Sitz in Vilnius. LRT sendet jeweils drei Radio- und Fernsehprogramme und betreibt zudem ein Nachrichtenportal. Ein Teil des Etats wird durch Werbung erzielt. Die Rundfunkgesellschaft beschäftigt rund 650 Mitarbeiter. Sie ist Mitglied der Europäischen Rundfunkunion (EBU).

## Geschichte
Am 12. Juni 1926 begann in Litauen der erste reguläre Rundfunk. Damals wurde aus Kaunas gesendet. Am 30. Juni 1957 wurde die erste Fernsehsendung ausgestrahlt und somit wurde dann die Gesellschaft gegründet. Seit 1975 erfolgt die Ausstrahlung in Farbe. 1990, pünktlich zur Unabhängigkeit Litauens, strukturierte man das Fernsehen und den Rundfunk um. Seit 1993 ist die Rundfunkgesellschaft Mitglied der europäischen Rundfunkunion. Am 27. Juli 2012 wurden die Namen der Fernseh- und Radiosender vereinheitlicht. In allen Sendernamen ist nun die Abkürzung „LRT“ enthalten. Seit dem 20. Januar 2014 verbreitet der Fernsehsender LRT seine Sendungen auch über den HD-Kanal LRT HD und damit als erster in Litauen in HD-Qualität.

## Programme

### Hörfunk
- LRT Radijas (zuvor: Lietuvos Radijas)
- LRT Klasika (zuvor: Klasika) (klassische Musik)
- LRT Opus (zuvor: Opus 3) (Jugendradio)

### Fernsehen
- LRT televizija (zuvor: LTV)
- LRT Plius (zuvor: LTV2, LRT Kultūra)
- LRT Lituanica (zuvor: LTV World)

## Galerie

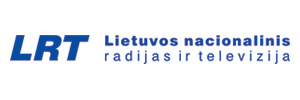
Logo von 2003 bis 2012
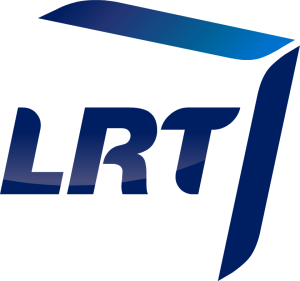
Logo von 2012 bis 2022
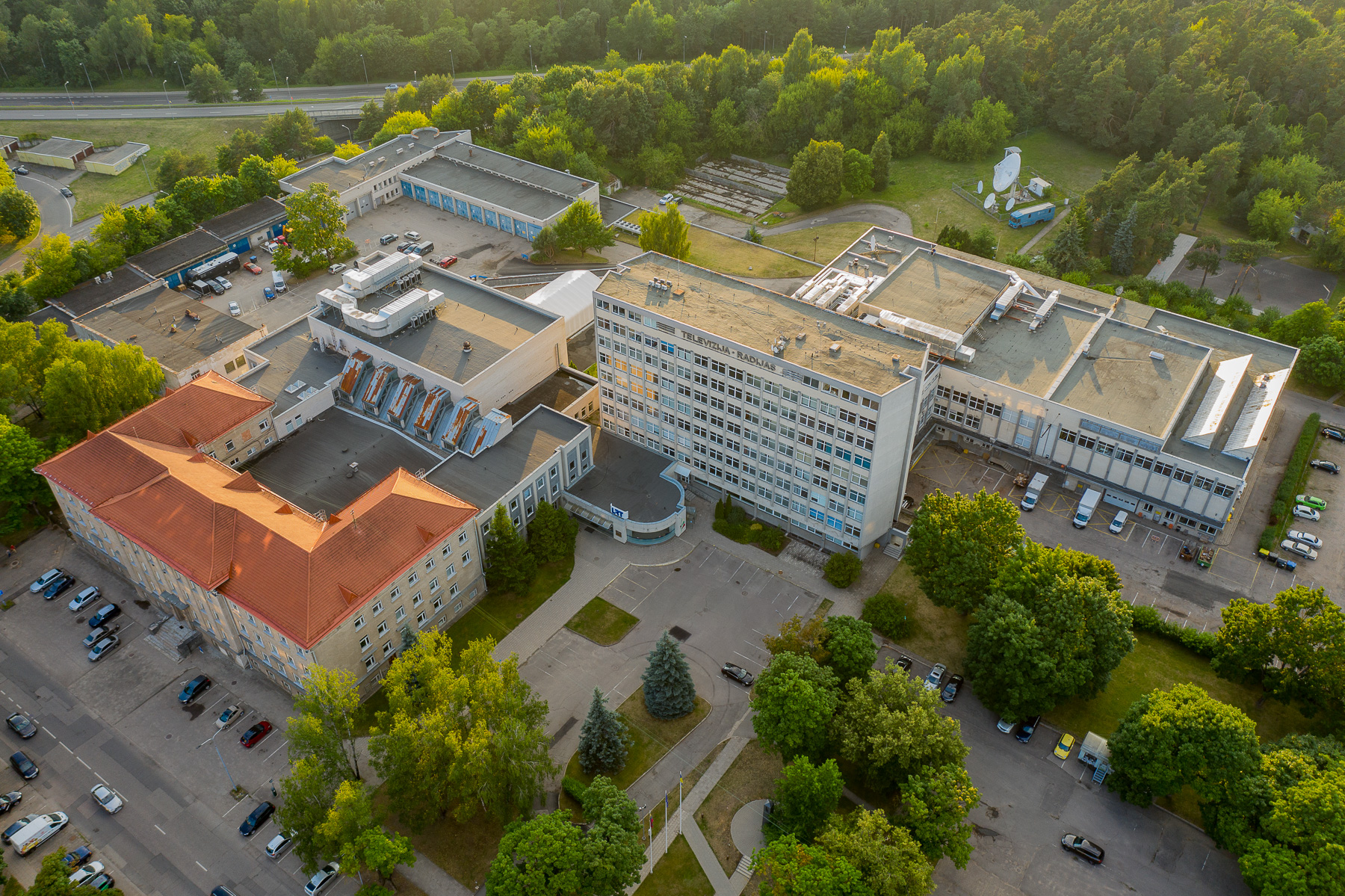
Die LRT Zentrale in Vilnius (Juni 2023)